# Songs in the Attic
| 전문가 평가                       | 전문가 평가   |
| 평가 점수                         | 평가 점수     |
| 출처                              | 점수          |
| --------------------------------- | ------------- |
| 올뮤직                            | [ 1 ]         |
| 롤링 스톤                         | [ 출처 필요 ] |
| 롤링 스톤 앨범 가이드 3rd Edition | [ 출처 필요 ] |

《Songs in the Attic》은 1981년에 발매된 빌리 조엘의 첫 라이브 음반이다.
발매 당시, 그것은 1971년 발매된 그의 첫번째 음반인 《Cold Spring Harbor》에서 널리 이용 가능한 음악이었다.
빌리 조엘이 쓴 라이너 노트에 따르면 《Songs in the Attic》은 《The Stranger》 발매 이후에야 자신의 작품을 알게 된 팬들에게 본인의 초창기 작품을 소개하기 위한 음반이라고 한다. 초창기 그의 작품들을 보면, 대부분의 악기는 세션 뮤지션에 의해 연주되었으며, 빌리 조엘이 노래를 부르며 피아노, 키보드, 하모니카를 연주했다. 그러나 1970년대 후반까지 빌리 조엘은 상당히 일관된 인원의 밴드와 함께 투어와 녹음을 함께하고 있었기 때문에 자신의 밴드와 함께 그 곡들을 선보이고 싶어했다. 게다가 빌리 조엘과 그의 밴드는 그의 많은 노래에 그들만의 스타일을 더하기 시작했는데, 빌리 조엘은 새로운 스타일의 연주가 더해진 이 밴드가 연주하는 방식으로 라이브로 연주되는 노래를 녹음했다.
싱글로는 〈Say Goodbye to Hollywood〉와 상위 25위를 기록한 〈She's Got a Way〉, 그리고 〈You're My Home〉이 발매됐고, 일본에서는 〈Los Angelenos〉도 1981년에 발매되었다.
일련의 홍보 뮤직비디오가 촬영되었다. 그러나 비디오에 사용된 음원과 음반의 수록된 음원은 다르다. 총 5개의 비디오가 촬영되었는데, 그 가운데 4개는 스파크스에서, 나머지 한 개는 녹음 스튜디오에서 촬영되었다. 이 중 적어도 두 개는 전세계 공식 싱글로 발매되지 않았다.

## 수록곡
모든 곡은 빌리 조엘이 작곡했다.
사이드 1
1. 〈Miami 2017 (Seen the Lights Go Out on Broadway)〉 – 5:05
  - 1980년 6월 24일 뉴욕 매디슨 스퀘어 가든에서의 공연
2. 〈Summer, Highland Falls〉 – 3:03
  - 1980년 7월 23일 워싱턴 D.C. 바이우에서의 공연
3. 〈Streetlife Serenade〉 – 5:17
  - 1980년 7월 20일 세인트폴 리버센터에서의 공연
4. 〈Los Angelenos〉 – 3:48
  - 1980년 7월 10일 CT 뉴헤이븐의 Toad's Place에서의 공연
5. 〈She's Got a Way〉 – 3:00
  - 1980년 6월 보스턴 파라다이스 록 클럽에서의 공연
6. 〈Everybody Loves You Now〉 - 3:08
  - 1980년 7월 23일 워싱턴 D.C. 바이우에서의 공연

사이드 2
1. 〈Say Goodbye to Hollywood〉 – 4:25
  - 1980년 7월 14일 밀워키의 밀워키 아레나에서의 공연
2. 〈Captain Jack〉 – 7:16
  - 1980년 7월 5일 필라델피아 스펙트럼에서의 공연
3. 〈You're My Home〉 – 3:07
  - 1980년 7월 23일 워싱턴 D.C. 바이우에서의 공연
4. 〈The Ballad of Billy the Kid〉 – 5:28
  - 1980년 6월 24일 뉴욕 매디슨 스퀘어 가든에서의 공연
5. 〈I've Loved These Days〉 – 4:35
  - 1980년 7월 16일 시카고 더 호라이즌에서 공연

## 곡에 참여한 사람들
- 빌리 조엘 – 보컬, 피아노, 신시사이저, 하모니카
- 데이비드 브라운 – 전기 기타 (리드), 어쿠스틱 기타 (리드)
- 리치 카나타 – 색소폰, 플루트, 오르간
- 리버티 드비토 – 드럼, 퍼커션
- 러셸 져버스 – 전기 기타 (리듬), 어쿠스틱 기타 (리듬)
- 더그 스테크마이어 – 베이스 기타
- 필 라몬 - 프로듀서
- 테드 젠슨 - 마스터링
- 제임스 보이어 - 레코딩 엔지니어
- 브래드쇼 리 - 레코딩 엔지니어
- 래리 프랭크 - 레코딩 엔지니어

## 차트
| 1981~1982년                            | 순위 |
| -------------------------------------- | ---- |
| 오스트레일리아 음반 (켄트 뮤직 리포트) | 9    |
| 캐나다 음반 (RPM)                      | 21   |
| 일본 음반 (오리콘)                     | 3    |
| 뉴질랜드 음반 (RIANZ)                  | 30   |
| 노르웨이 음반 (VG-리스타)              | 12   |
| 스웨덴 음반 (스베리예토프리스탄)       | 38   |
| 영국 음반 (OCC)                        | 57   |
| 미국 빌보드 200                        | 8    |
| 서독 음반 (미디어 컨트롤)              | 51   |

| 1981년                   | 순위 |
| ------------------------ | ---- |
| 오스트레일리아 음반 차트 | 53   |
| 캐나다 음반 차트         | 69   |
| 1982년                   | 순위 |
| 미국 빌보드 200          | 98   |

| 국가                       | 인증        | 판매량/출하량 |
| -------------------------- | ----------- | ------------- |
| 일본 (오리콘 차트)         | —           | 286,000       |
| 미국 (RIAA)                | 3× 플래티넘 | 3,000,000^    |
| ^출하량을 기반으로 한 인증 |             |               |